# Radiotelescópio GEM

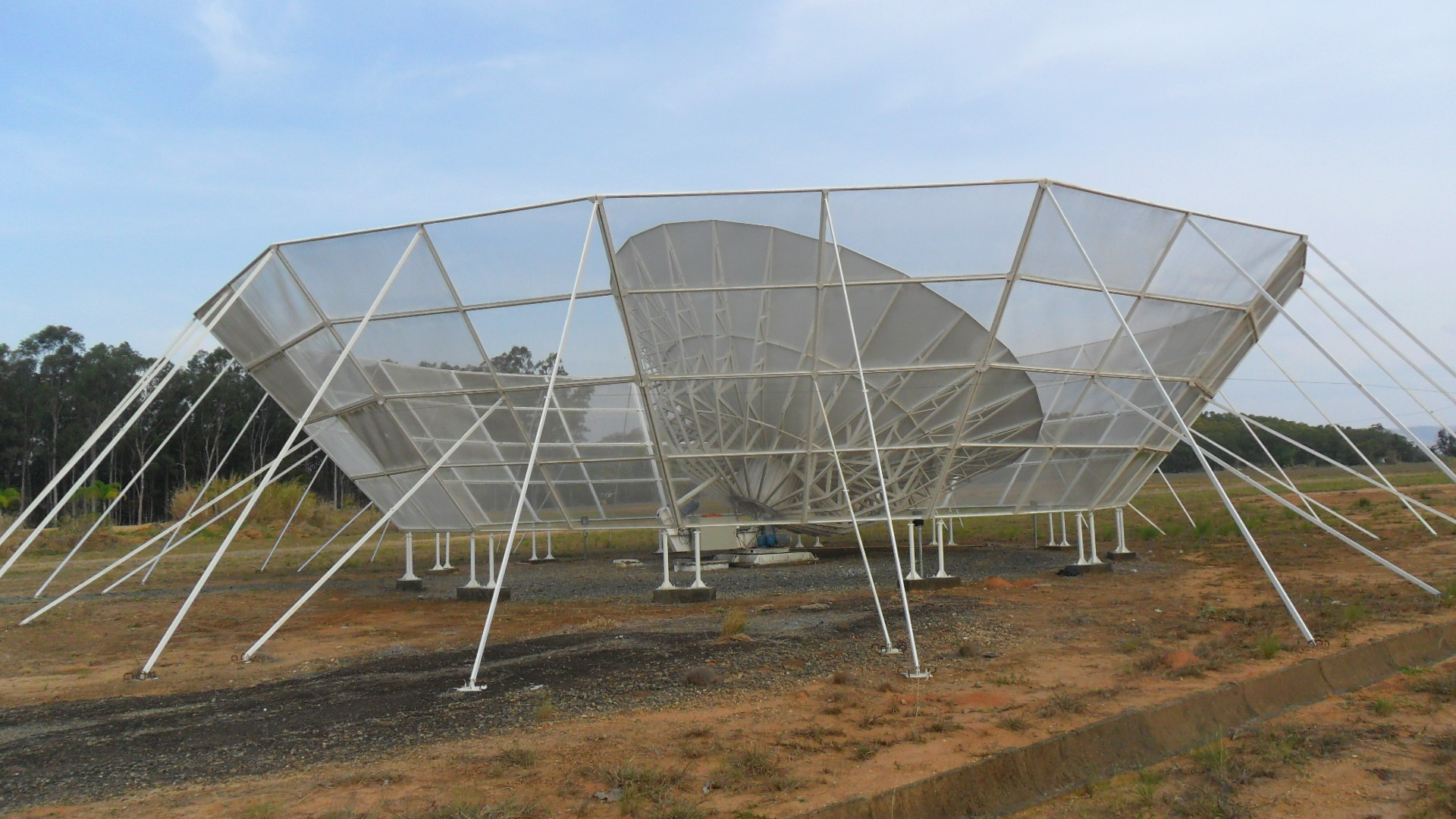
Vista lateral do radiotelescópio GEM

O projecto GEM (do inglês Galactic Emission Mapping) é uma colaboração internacional que tem como objectivo fazer um mapa preciso do espectro electromagnético da nossa galáxia a baixas frequências (rádio e microondas).

## Descrição do projecto
O Radiotelescópio GEM  tem por objetivo medir a emissão rádio de nossa galáxia em cinco faixas do espectro eletromagnético compreendidas entre as frequências de 408 MHz e 10 GHz a partir de diferentes localidades no globo terrestre. Estes dados servirão para calibrar futuros telescópios, em particular o Planck Surveyor, e darão a possibilidade de filtrar a radiação de ciclotrão e free free de outros mapas a fim de se ver apenas a radiação cósmica de microondas.

Actualmente em construção em Pampilhosa da Serra, Portugal , o radiotelescópio já fez medidas em Cachoeira Paulista, Brasil, na Antártica, em Bishop (EUA), Vila de Leyva (Colômbia) e em Tenerife (Ilhas Canárias). Seu refletor primário tem a forma de um parabolóide de 5,5 m de diâmetro numa montagem alt-azimutal.
Ele foi projetado e é operado por uma colaboração internacional liderada pela Universidade da Califórnia em Berkeley e pelo Lawrence Berkeley National Laboratory, sob a coordenação de George Smoot, agraciado com o prémio Nobel de Física em 2006.
No Brasil, a operação do radiotelescópio está sob a responsabilidade do Instituto Nacional de Pesquisas Espaciais e conta com a participação do grupo de Astrofísica da Universidade Federal de Itajubá. Portugal associou-se ao projecto em 2005 através do Instituto de Telecomunicações (Polo Aveiro) responsável pelo planeamento e construção do radiotelescópio.

### Informações sobre o GEM em Portugal

#### Processo
Em Portugal o telescópio irá fazer scans rodando sobre o seu pé a uma velocidade maior que uma rotação por min, evitando assim as flutuações do erro provenientes do vapor de água na atmosfera, o que facilita em muito o tratamento dos dados.

#### Telescópio
- Opera com uma frequência central de 5,0 GHz e com uma largura de banda de 200 MHz  [4]
- Temperatura do sistema 20K
- Resolução 0,7º
- Sensibilidade 0,2mK
- 9 metros de diâmetro, sub-iluminados com um taper de 40 dBs

Será construído um Ground Shield de modo a evitar contaminar o sinal com ruído térmico vindo do horizonte, a reflectir os lobos laterais para o céu e a reduzir o ruído difractado nas bordas do prato para o receptor. Para isto será montada uma rede de alumínio à volta da antena de modo a cobrir o horizonte com 10 metros de altura, mas que ao estar inclinada para o exterior se elevará a quase 8 metros do solo.

Será ainda encurvada a borda da rede com um raio superior a ¼ do comprimento de onda de modo a reduzir os efeitos de difracção.

#### Local
A antena está localizada na Pampilhosa da Serra a uma altitude de 800 metros. Este local foi escolhido por estar rodeado de montanhas com cerca de 1000metros de altura o que fornece uma protecção natural contra o ruído electromagnético vindo das cidades vizinhas.
No entanto, o mesmo motivo que levou a escolher o local revelou-se um problema pois tudo teve que ser feito e levado para o local.

As fundações da antena e do Ground Shield foram estudadas pelo Dep. de Engenharia Civil da Universidade de Aveiro e oferecidas pela CM da Pampilhosa da Serra levando cerca de 120 Toneladas de betão.

Uma nova ligação à rede eléctrica foi feita tendo em atenção ao tamanho dos transformadores para evitar ruído nas frequências em estudo, isto porque o comprimento de onda da radiação emitida é da ordem de grandeza do tamanho do transformador.

Uma pequena estação meteorológica foi instalada para medir a intensidade do vento a fim de evitar estragos na antena.
Mais tarde irá ser montado, no mesmo local, outro telescópio que irá observar fenómenos solares.